# Furio Fusi
Furio Fusi (* 4. Dezember 1947 in Savona) ist ein ehemaliger italienischer Sprinter, der sich auf den 400-Meter-Lauf spezialisiert hatte.
Bei den Europameisterschaften 1966 in Budapest wurde er Sechster in der 4-mal-400-Meter-Staffel und schied über 400 m im Vorlauf aus.
Mit der italienischen 4-mal-400-Meter-Stafette wurde er bei den Olympischen Spielen 1968 in Mexiko-Stadt Siebter und bei den Europameisterschaften 1969 in Athen Fünfter.
1970 wurde er Italienischer Meister. Seine persönliche Bestzeit von 46,9 s stellte er am 23. Juni 1968 in Schweinfurt auf.